# Bactra anthracosema
Bactra anthracosema là một loài bướm trong họ Tortricidae. Loài này thường tìm thấy ở Úc, với sải cánh khoảng 15 mm.